# JCシステム
JCシステムは、かつてタイトーが使用していたアーケードゲーム基板である。

## 概要
タイトーの大型筐体ゲーム用に作られたシステム基板で、CPUには68040を採用している。電車でGO!シリーズやサイドバイサイドシリーズに使用された。

## 対応ゲーム
- ランディングギア
- 電車でGO!シリーズ(2まで)
- サイドバイサイドシリーズ